# João Fernandes (cyclisme)
Pour le navigateur portugais, voir João Fernandes. Pour les articles homonymes, voir Fernandes.
João Manuel Ferreira Fernandes, né le 26 juillet 1995 à Viana do Castelo, est un coureur cycliste portugais.

## Biographie
Vainqueur de la Coupe du Portugal espoirs en 2016, il se distingue l'année suivante sur le Tour du Portugal de l'Avenir 2017, en terminant troisième d'une étape à Sabugal et huitième du classement général. Il passe professionnel en 2018 au sein de l'équipe continentale portugaise LA Alumínios.
Il retourne chez les amateurs en 2019, sous les couleurs du club de Maia. Début juin, il s'impose sur la dernière étape du Tour de La Corogne.

## Palmarès
- 2016
  - Coupe du Portugal espoirs
- 2019
  - 3e étape du Tour de La Corogne

## Classements mondiaux
| Année           | 2017   |
| --------------- | ------ |
| UCI Europe Tour | 1 880e |